# Thorpe Malsor
Thorpe Malsor – wieś w Anglii, w hrabstwie Northamptonshire, w dystrykcie (unitary authority) North Northamptonshire. Leży 17 km na północ od miasta Northampton i 108 km na północny zachód od Londynu.